# تياغو بيريس
تياغو بيريس هو لاعب كرة قدم برتغالي في مركز الدفاع، ولد في 2 يناير 1987 في لشبونة في البرتغال. لعب مع أونياو ليريا ونادي جنوى ونادي لوغانو ونافال.

## وصلات خارجية
- تياغو بيريس على موقع قاعدة بيانات كرة القدم.إي يو (الإنجليزية)
- تياغو بيريس على موقع Soccerway.com (الإنجليزية)